# タミータイム
タミータイム（英：tummy time）とは、乳幼児が起きているときに、保護者などの監督のもとで、乳幼児をうつ伏せにして過ごさせること。日本には決まった言い方は無いが、近年は「うつ伏せ遊び」という呼称が一般的になりつつある。その他の呼称として、「うつ伏せ練習」「腹ばい練習」「首すわりの練習」などがある。

## 沿革
1992年、米国小児科学会が乳幼児突然死症候群を予防するために、乳幼児を仰向けに寝かせることを推奨した。しかし、そのことによって乳幼児が長時間仰向け寝の状態に置かれ、乳幼児の頭蓋変形が飛躍的に増加した。そこで、乳幼児の頭蓋への持続的な外圧を低減する必要性が生じ、タミータイムが広く行われるようになった。

## 標語
上記の沿革を踏まえた次のような標語がある。

## 効果

### 頭蓋変形の予防
頭蓋変形を予防することができる。

### 筋肉の発達
頭や首や肩の筋肉を発達させる。

### 発達の促進
運動能力を発達させる。仰向け寝はうつ伏せ寝に比して、運動技能発達や精神発達の遅れを生じさせることも分かっている。

## 種類
タミータイムには、単に床に腹ばいにする以外に、次のような種類がある。

### Tummy to Tummy / Tummy to Chest
横になった大人の腹や胸の上で、乳児を腹ばいにする方法。

### Lap Soothe（Lap Time）
大人の膝の上で、乳児を腹ばいにする方法。

### Tummy Down Carry
乳児を腹ばいの状態で抱っこする方法。

## 開始時期
病院から退院後すぐに開始した方がよい。

## 方法
乳幼児が起きているときに、保護者などの厳重な監督のもとで行う。

### 段階
1. 最初のうちは、膝の上で1日2、3回、数分間腹ばいにする[5]。
2. 成長してきたら、おむつ交換やお昼寝の後に、ブランケットや床の上に腹ばいにする[5]。
3. 慣れてきたら、より頻繁にもしくはより長い時間腹ばいにする[5]。

### ポイント
ポイントとしては、以下のようなものがある。
- 毎日おむつ交換の後に行うなど、ルーティーン化する。
- 乳児の届く範囲に玩具を置いてあげる[5]。
- 乳児の前に鏡を置いてあげる。

## 目標
生後3、4ヶ月なら、少なくとも1日20分が目標。

## タミータイムの代替

### サイドタイム
乳児がタミータイムに耐えられなかったりタミータイムを嫌がったりする場合には、サイドタイム（英：side time）をすると良い。サイドタイムとは、乳児が起きているときに、保護者などの監督のもとで、乳児を横向きに寝かせて（英：Side Lying）過ごさせることである。

### snuggle time / cuddle time
乳児を対面しながら直立に抱いて過ごさせる方法。"cuddle time"は、愛着理論（英：Attachment therapy）上の意味もある。

### 海外のサイト
- "Babies Need Tummy Time!" - National Institutes of Health（アメリカ国立衛生研究所）
- "Back to Sleep, Tummy to Play" - healthychildren.org
- "Tummy Time" - Pathways.org
- "Tummy time: How much does your baby need?" - Mayo Clinic（メイヨー・クリニック）
- 「タミー・タイム・ツール」 - Children's Healthcare of Atlanta（アトランタ小児病院）